# Blauer See (Kiew)
Der Blaue See (ukrainisch Синє озеро Synje Osero, russisch Синее озеро Sineie Osero) ist ein See in der ukrainischen Hauptstadt Kiew.

## Geographie

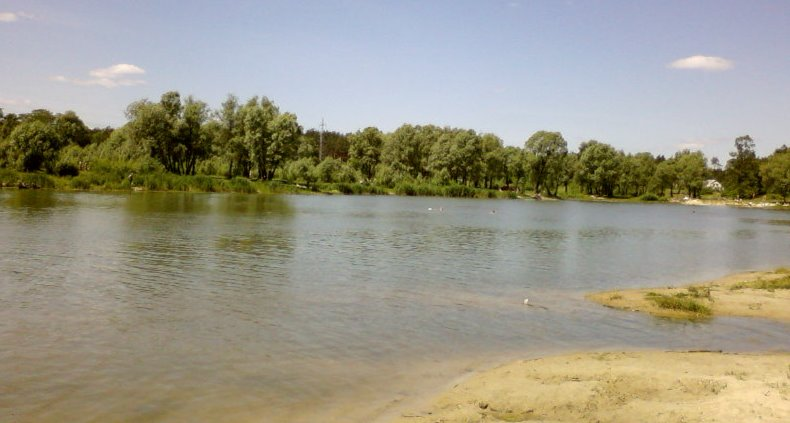
Blauer See

Der See mit einer Oberfläche von etwa 15 Hektar (1982) liegt im Nordwesten der Stadt im Stadtrajon Podil auf der Wasserscheide von Dnepr und Irpin. Er speist sich aus Grund- und Oberflächenwasser und hat eine Länge von 700 m sowie eine Breite von 200 m.

## Fauna
Im See kommen folgende 12 Fischarten vor: Hecht, Rotauge, Rotfeder, Moderlieschen, Bitterling, Karausche, Giebel, Karpfen, Bachschmerle, Flussbarsch, Steinbeißer und Flussgrundel.